# Izolampra

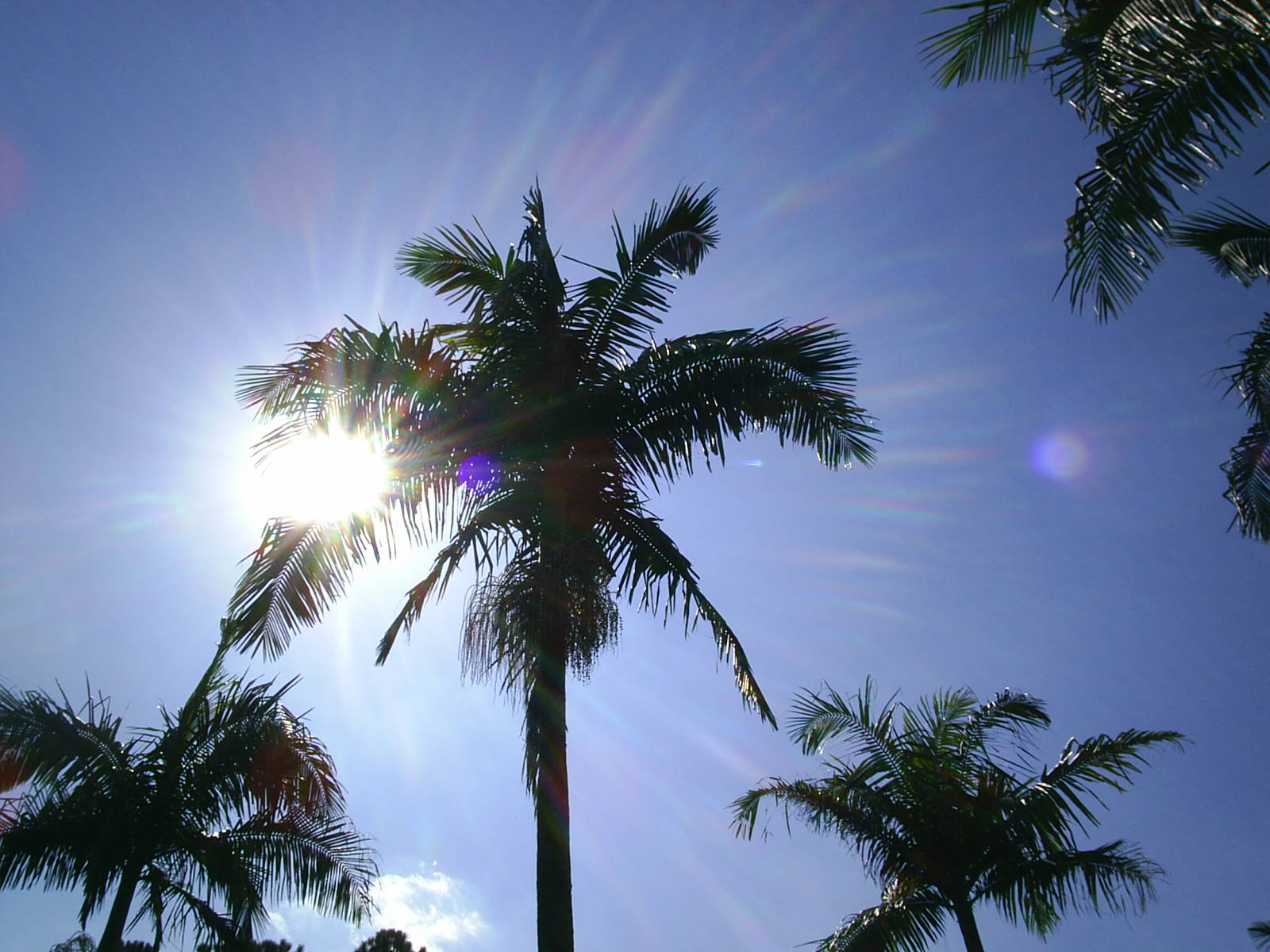
Niebo podczas słonecznej pogody

Izolampra (izo + gr. λαμπρός = „jasny”) – izolinia łącząca punkty na mapie klimatycznej o takiej samej liczbie dni pogodnych.